# Barry Keoghan
Barry Keoghan, né le 18 octobre 1992 à Dublin, est un acteur irlandais.
Après des débuts dans des courts-métrages amateurs et comme figurant, il apparaît en 2017 dans le film de guerre Dunkerque et tient l'un des seconds rôles de la comédie noire Mise à mort du cerf sacré.
Au début des années 2020, ses rôles successifs dans Les Banshees d'Inisherin (2022) puis Saltburn (2023) lui valent des nominations aux Oscars du cinéma et au Golden Globes, d'abord pour le meilleur acteur dans un second rôle puis pour le meilleur acteur dans un rôle principal.
Durant cette même décennie, il devient le 10e acteur à interpréter le rôle du Joker au cinéma, dans le film The Batman (2022) de Matt Reeves puis dans sa suite prévue pour 2026.

## Biographie

### Enfance
Né dans le quartier populaire de Summerhill, Barry Keoghan raconte avoir passé une enfance difficile à Dublin. Avec son frère, il a été placé pendant cinq ans en famille d'accueil avant d'être élevé, à partir de ses dix ans, par sa grand-mère et sa tante. « L'héroïne est arrivée à Dublin et a touché beaucoup de familles. Ma mère a été l'une de ses victimes. Elle a été prise là-dedans et elle est décédée », raconte-t-il dans une interview au Hollywood Reporter en mai 2017.

## Carrière

### Débuts et révélation (2013-2017)
Après des débuts dans des courts métrages et des petits rôles dans des films indépendants, Barry Keoghan est révélé en 2013 par sa participation à la quatrième saison de la série télévisée Love/Hate, diffusée sur la RTE. Il y incarne Wayne, un adolescent désœuvré, qui choque les téléspectateurs dès sa première apparition à l'écran en abattant un chat d'un coup d'arme à feu. Cette scène lui vaut d'être longtemps surnommé le « tueur de chat » par certains médias irlandais, une image dont il a du mal à se débarrasser. Trois ans plus tard, il raconte à l'Irish Mirror : « Un jour, j'étais au MetLife Stadium dans le New Jersey, il y avait près de 90 000 personnes présentes et quelqu'un est venu me tirer par l'épaule pour me dire : « C'est toi le gars qui a tué ce chat ».
En 2015, Barry Keoghan fait partie de la sélection Stars of Tomorrow établie chaque année par le magazine Screen International, en lien avec des professionnels du cinéma britannique.
L'année 2016 marque un tournant dans sa jeune carrière d'acteur. Il remporte l'ADIFF Discovery Award au Festival international du film de Dublin, pour son rôle dans le film Mammal de Rebecca Daly. Barry Keoghan est ensuite recruté par Christopher Nolan pour jouer dans Dunkerque, film consacré à l'Opération Dynamo de mai-juin 1940, pendant la Seconde Guerre mondiale. Aux côtés de Mark Rylance et Tom Glynn-Carney, il incarne George, un des trois membres d'équipage du Moonstone,, un Little Ship venu prêter main-forte à la marine britannique pour évacuer les soldats alliés encerclés à Dunkerque par l'armée allemande. Il raconte avoir obtenu le rôle après avoir envoyé un enregistrement vidéo dans lequel il utilise une télécommande en guise de pistolet : « Je retirais les piles comme si c'était des balles », explique-t-il au Hollywood Reporter en mai 2017.
Après avoir bouclé les prises de vue de Dunkerque à Weymouth fin juillet 2016, Barry Keoghan enchaîne immédiatement un autre tournage à Cincinnati, aux États-Unis : celui de Mise à mort du cerf sacré, sous la direction du cinéaste grec Yórgos Lánthimos. Il y côtoie un autre acteur irlandais, Colin Farrell, ainsi que Nicole Kidman et Alicia Silverstone. Dans ce film, qui est présenté au Festival de Cannes 2017 où il reçoit le Prix du scénario, Keoghan joue le rôle de Martin, un adolescent inquiétant qui va s'immiscer dans la vie de famille d'un chirurgien.
En mars 2017, Barry Keoghan est nommé aux Irish Film & Television Awards (IFTA) dans la catégorie Étoile montante, mais le prix est décerné à Patrick Gibson. Il reçoit en revanche le prix de la révélation de l'année de la part du Dublin Film Critics' Circle pour ses prestations dans Mise à mort du cerf sacré et Dunkerque.

### Ascension dramatique (depuis 2019)

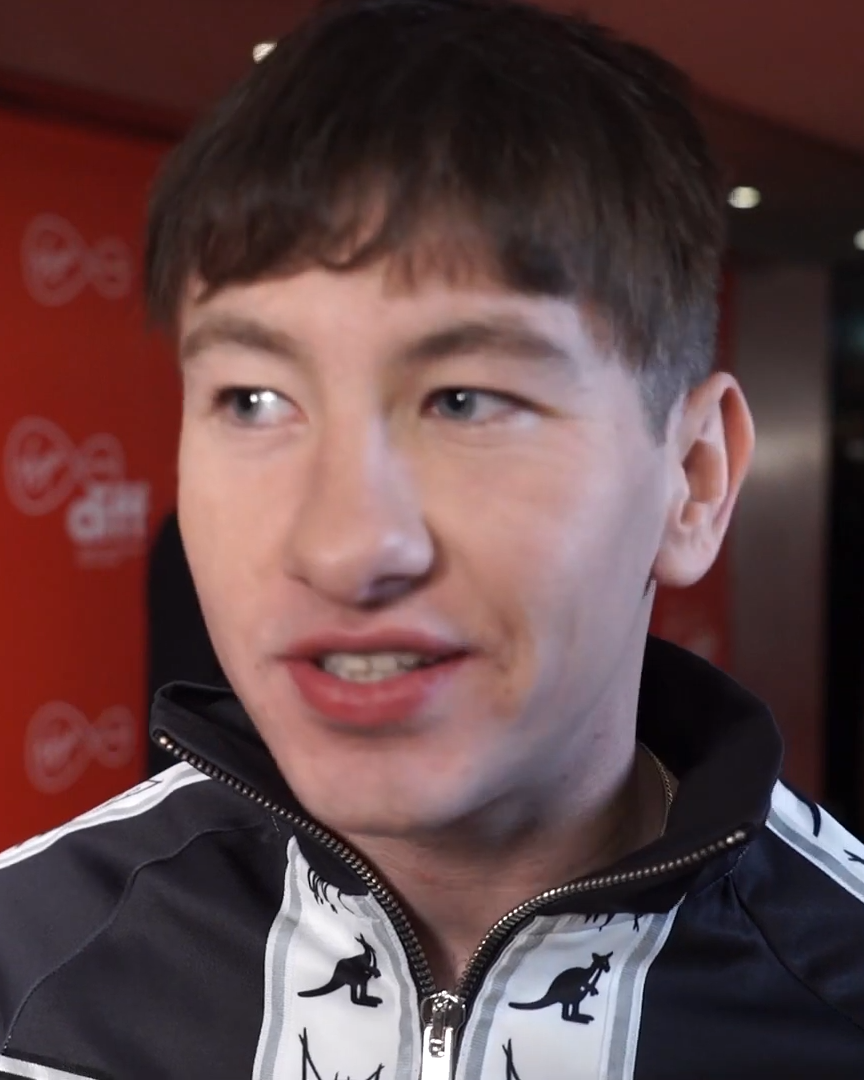
Barry Keoghan en 2020.

En 2019, il fait partie de la distribution de la mini-série historique Chernobyl aux côtés de Jared Harris, Emily Watson, Stellan Skarsgård et Jessie Buckley, dans lequel il tient un petit rôle. La série est plébiscitée à travers le monde pour son réalisme et le traitement de ses personnages.
En 2020, Barry Keoghan fait une brève apparition dans le film The Green Knight de David Lowery avant de rejoindre la prestigieuse distribution réunie par la réalisatrice Chloé Zhao pour son film Marvel : Les Éternels. Ainsi, il partage l'affiche avec entre autres Angelina Jolie et Richard Madden. Le film est assez froidement reçu par la critique en raison de son caractère beaucoup plus sombre et spirituel que d'autres productions Marvel.
A partir de l'année 2022, Barry Keoghan se dirige vers des rôles de plus en plus son sombre. Cette année-là, il interprète le rôle de Dominic dans Les Banshees d'Inisherin, dans lequel il retrouve son partenaire de jeu, Colin Farrell. Dès la lecture du scénario de ce film, il apprécie « les fluctuations de tons : c'est à la fois très drôle et très triste ». Pour ce rôle Barry Keoghan est nommé à pratiquement toutes les cérémonies de récompenses américaines : aux Golden Globes, SAG Awards et aux Oscars. Il remporte même le BAFTA du meilleur acteur dans un second rôlepour sa prestation dans le film. Dans une scène coupée au montage de The Batman de Matt Reeves, l'acteur apparaît comme le nouvel interprète du personnes de comics Joker, succédant notamment à Jack Nicholson, Heath Ledger et Joaquin Phoenix,. Les producteurs et le réalisateur informent que le rôle sera présent dans le volet suivant, prévu pour 2026.
L'année suivante, Keoghan interprète un jeune homme troublé dans le film Saltburn, de la réalisatrice britannique Emerald Fennell. Il y tient le rôle principal face à Jacob Elordi. Sa prestation lui vaut une nouvelle nomination aux Golden Globes.
En 2024, son nom est associé à plusieurs projets. Il est pressenti pour jouer le rôle de Ringo Starr dans les quatre films biographiques sur la carrière des Beatles, réalisé par Sam Mendes et prévus en 2027. Sa présence est confirmée au casting de The Immortal Man de Tom Harper, qui est la suite de la série Peaky Blinders.

### Vie privée
Barry Keoghan est un adepte de la boxe, un sport qui représente selon lui « le meilleur moyen de grandir et de se discipliner ».

## Filmographie

### Cinéma

#### Années 2010
- 2011 : Between The Canals de Mark O'Connor : Aido
- 2012 : Stalker de Mark O'Connor : Tommy
- 2012 : King of the Travellers de Mark O'Connor : jeune type de Dublin
- 2013 : Wasted de Cathy Brady (court-métrage) : Ben
- 2013 : Life's a Breeze de Lance Daly : type à la pizza
- 2013 : Stay de Wieble von Carosfeld : Sean Meehan
- 2014 : '71 de Yann Demange : Sean Bannon
- 2014 : Standby de Rob et Ronan Burke : Crusty
- 2015 : Norfolk de Martin Radich : le garçon
- 2015 : Traders de Peter Murphy et Rachael Moriarty : Ken
- 2016 : Margaret de Rebecca Daly : Joe
- 2017 : À ceux qui nous ont offensés (Trespass Against Us) d'Adam Smith : Windows
- 2017 : Dunkerque (Dunkirk) de Christopher Nolan : George
- 2017 : Life Thereafter de Konstantin Bojanov : Pavel
- 2017 : Mise à mort du cerf sacré (The Killing of a Sacred Deer) de Yórgos Lánthimos : Martin
- 2018 : The Renegade (Black '47) de Lance Daly : Hobson
- 2018 : American Animals de Bart Layton : Spencer Reinhard

#### Années 2020
- 2020 : The Green Knight de David Lowery : un charognard
- 2021 : Les Éternels (Eternals) de Chloé Zhao : Druig
- 2022 : The Batman de Matt Reeves : Le Joker
- 2022 : Les Banshees d'Inisherin (The Banshees of Inisherin) de Martin McDonagh : Dominic Kearney
- 2023 : Saltburn d'Emerald Fennell : Oliver Quick
- 2024 : Bird d'Andrea Arnold : Bug
- 2024 : Le Clan des bêtes (Bring Them Down) de Christopher Andrews : Jack
- 2025 : Hurry Up Tomorrow de Trey Edward Shults : Lee
- 2025 : Crime 101 de Bart Layton
- 2025 : Peaky Blinders : Un Homme Immortel (The Immortal Man) de Tom Harper :
- NBA : The Batman : Deuxième partie (The Batman : Part Two) de Matt Reeves : Le Joker

#### Courts-métrages
- 2011 : Stand Up d'Aoife Kelleher et Anna Rodgers : Stand Up Bully
- 2014 : North de Phil Sheerin : Aaron
- 2015 : The Break de Denis Fitzpatrick et Ken Williams : Sean
- 2016 : Candy Floss de Jed Hart : Shane

### Télévision
- 2010 : Jack Taylor (série télévisée), saison 2, épisode 2 The Priest de Stuart Orme : jeune à capuche
- 2011 : Fair City (série télévisée), saison 22, épisodes 18, 19, 29 : Dave Donoghue
- 2013 : Love/Hate (série télévisée), saison 4 : Wayne
- 2016 : Rebellion (série télévisée), saison 1, épisodes 1 à 4 : Cormac McDevitt
- 2016 : For You (court métrage) de Brendan Canty : Darren
- 2019 : Chernobyl (mini-série), créée par Craig Mazin, réalisée par Johan Renck : Pavel
- 2023 : Top Boy (série télévisée), saison 5, épisodes 1 à 3 : Jonhy McGee
- 2024 : Masters of the Air (mini-série), épisodes 1 et 2 de Cary Joji Fukunaga, épisode 3 de Myriam Raja : Lieutenant Curtis Biddick

### Clip
- 2024 : Bug de Fontaines D.C
- 2024 : Please Please Please de Sabrina Carpenter

## Distinctions

### Récompenses
- Screen International 2015 : Lauréat du Prix de la star de demain.
- Festival international du film de Dublin 2016 : Lauréat du Prix de la découverte pour Margaret
- Dublin Film Critics' Circle Awards 2017 : meilleure révélation de l'année pour Mise à mort du cerf sacré et pour Dunkerque
- Chlotrudis Awards 2018 : Meilleur acteur dans un second rôle pour Mise à mort du cerf sacré
- Irish Film and Television Awards 2018 : meilleur acteur dans un second rôle pour Mise à mort du cerf sacré
- London Critics Circle Film Awards 2022 : meilleur acteur dans un second rôle pour Les Banshees d'Inisherin
- British Academy Film Awards 2023 : Meilleur acteur dans un second rôle pour Les Banshees d'Inisherin
- London Critics Circle Film Awards 2023 : acteur de l'année dans un second rôle pour Les Banshees d'Inisherin

### Nominations
- Irish Film and Television Awards 2017 : Lauréat du Prix de l'étoile montante de l'année.
- San Diego Film Critics Society Awards 2017 : Lauréat du Prix de la révélation de l'année.
- Seattle Film Critics Association Awards 2017 : meilleur acteur dans un second rôle et du meilleur méchant de l'année pour Mise à mort du cerf sacré
- Florida Film Critics Circle Awards 2017 : meilleure révélation de l'année et du meilleur acteur dans un second rôle pour Mise à mort du cerf sacré
- Film Independent's Spirit Awards 2018 : meilleur acteur dans un second rôle pour Mise à mort du cerf sacré
- Golden Globes 2023 : Meilleur acteur dans un second rôle pour Les Banshees d'Inisherin
- Oscars 2023 : Meilleur acteur dans un second rôle pour Les Banshees d'Inisherin
- Golden Globes 2024 : Meilleur acteur dans un film dramatique pour Saltburn
- British Academy Film Awards 2024 : Meilleur acteur pour Saltburn

## Voix francophones
En version française, Gabriel Bismuth-Bienaimé fut la première voix régulière de Barry Keoghan, le doublant entre 2013 et 2018 dans Love/Hate (en), À ceux qui nous ont offensés, Dunkerque et American Animals.
Depuis 2017, Maxime Baudouin prête sa voix  sporadiquement à Keoghan dans Mise à mort du cerf sacré, Les Éternels, Les Banshees d'Inisherin et Saltburn. En parallèle, Aurélien Raynal le double dans The Green Knight et Hurry Up Tomorrow. En 2024, Gabriel Bismuth-Bienaimé retrouve l'acteur dans la série Masters of the Air.
À titre exceptionnel, il est doublé par Benoît Berthon dans Chernobyl et Julien Crampon dans The Batman.